# ジム・キャリーINハイ・ストラング
『ジム・キャリーINハイ・ストラング』（原題：High Strung）は、1991年制作のアメリカ合衆国のコメディ映画。
邦題に『ジム・キャリーIN』とあるが、ジム・キャリーは端役で登場シーンもわずかである。日本では劇場未公開。

## あらすじ
気難しい性格で変わり者の絵本作家セインの前にある日突然悪魔が現れ、「今夜午後8時ちょうどに何かが起こる」と謎めいた予言をする。
セインは自分の正気を疑うが、それを皮切りに親友や編集者、サラリーマンやヘビメタ野郎など、いろんな連中が彼のもとに押しかけてきて、騒動を巻き起こす。そうこうしているうちに、とうとう午後8時を迎える。

## キャスト
- セイン・ファローズ：スティーヴ・オーデカーク
- アル：トム・ウィルソン
- メラニー：デニーズ・クロスビー
- 保険のセールスマン：フレッド・ウィラード
- 少女：キルスティン・ダンスト（カメオ出演）
- 悪魔：ジム・キャリー（クレジットなし）